# 逆向き列車
『逆向き列車』（ぎゃくむきれっしゃ）とは、テレビ東京で2014年に放送されていたバラエティ番組である。

## 概要
通勤列車を待つ会社員らにリポーターが「今日一日休みを取り、好きなところへ出かける」よう促し、その行程をレポートする番組である。
リポーターの提案を受け入れて休みを取得した場合は、旅行中の経費はすべて番組が負担し、当人の所属する企業のPRを番組中で放送する特典がある。

## シリーズ内訳

### 逆向き列車（1）
2014年2月、「ソコアゲ★ナイト」月曜版で4週にわたり放送された。
関東では京浜急行電鉄、近畿では近畿日本鉄道の駅構内でロケが行われたが、第3回放送で「関東では1000人以上に声をかけても見つからなかったが、近畿ではわずか30分で見つかった」というエピソードが語られた。

### 逆向き列車リターンズ
2014年4月13日未明0:25 - 1:20に単発放送されたスペシャル版。撮影日が年度替わりだったため、企画に同意してくれる人と出会えず、過去の「富士山編」を放送した。

### さぁ、明日は月曜日
2014年7月27日 20:54 - 22:42に放送されたスペシャル番組。テレビ東京系列で放送された。
日本を支える「働く人たち」に心のどこかに抱えていた“夢の非日常”を体験してもらう、という内容で、「逆向き列車」をはじめ、以下のコーナーが放送された。
- 「逆向き列車」：レギュラー版と同じ内容。京浜急行電鉄、近畿日本鉄道のほかに、東武鉄道、名古屋鉄道でもロケが行われた。
- 「午後休、ぜいたくランチ」：昼休み時にランチを食べる前の会社員に声をかけ、「午後の仕事を休んで、食べたいランチを本場で食べよう（例えばうどんを食べたいなら香川へ行く）」と促す。こちらも旅行中の経費はすべて番組が負担する。
- 「夜8時のスーパーサラリーマン」：夜のスーパーで、矢部美穂が一人で夕食をとる予定の会社員に声をかけ、一緒に夕食や晩酌をしようと提案する。

### 逆向き列車（2）
2014年10月1日深夜に放送された単発番組。テレビ東京系列、びわ湖放送、テレビ和歌山の同時ネット。京浜急行と名古屋鉄道沿線でロケを行った。

### 逆向き列車スペシャル
2014年11月12日 18:57 - 20:49に放送されたスペシャル番組。新企画として、商店街で買い物中の主婦に取材依頼をして、24時まで自由に過ごしてもらう「一夜限りのシンデレラ」を放送した。

### 逆向き列車スペシャル（2）
2014年12月26日 23:12 - 翌0:49に放送されたスペシャル番組。「逆向き列車」「一夜限りのシンデレラ」に加え、新企画として、居酒屋の酔客にその場で片思い中の彼女に電話・告白してもらう「酔った勢いで愛の告白」を放送した。告白した場合は、その場の飲食代を番組が負担する。「逆向き列車」は京浜急行電鉄と首都圏新都市鉄道で取材を行ったが、年末の繁忙期のため企画に同意してくれる人と出会えず、9月に取材した「沖縄編」を放送した。

## 出演者

### ゲストMC
- SHELLY 第1 - 4回、『さぁ、明日は月曜日』 ～ スペシャル(2)MC
- 河北麻友子 第1 - 2回、スペシャル(2)
- 芹那 第3 - 4回
- 高橋真麻 『さぁ、明日は月曜日』MC
- 高島礼子 『さぁ、明日は月曜日』
- 豊田エリー 『さぁ、明日は月曜日』
- 宮川一朗太 『さぁ、明日は月曜日』
- 中間淳太（ジャニーズWEST） スペシャル
- 佐々木健介 スペシャル
- 北斗晶 スペシャル
- DAIGO スペシャル
- 眞鍋かをり スペシャル(2)
- 柳原可奈子 スペシャル(2)

### リポーター
- 前田健
- ミスターちん
- さがね正裕（X-GUN）
- ヒロシ
- 矢野ひろし（やのぱん）
- レッド吉田（TIM）
- 木本武宏（TKO）
- 飯尾和樹（ずん）
- 矢部美穂
- みかん
- キンタロー。
- JOY
- ユージ
- 白鳥久美子（たんぽぽ）
- いとうあさこ
- 原史奈
- 中村静香
- 杉原杏璃
- 秋元梢

### ナレーター
- 優香 レギュラー放送
- 安めぐみ 『さぁ、明日は月曜日』 ～ スペシャル(2)

## スタッフ
- 構成 - 堀田延、大船知充
- TP - 高瀬義美
- VE - 依田理
- 音声 - 川井力
- 照明 - 萩野谷徹
- アートプロデューサー - 橋本昌和
- 音響効果 - 木村陽子
- CG - 松井夢壮、田中利明
- メイク - 今井里花
- 編集 - 名雪健太郎
- MA - 浅井佑人
- 技術協力 - フジアール、ニューテレス、麻布プラザ、アーツポート企画
- 番宣 - 大関明彦（テレビ東京）
- デスク - 渡邉京子（テレビ東京）
- AP - 木下麗、斉藤恵実
- AD - 安藤郁、森下絢香、向夏紀、相原久美子、下田啓太、平出怜大
- ディレクター - 堀川勝、藤代賢二、足立達哉、大川剛史、齋藤慎一郎、木村亮（木村→以前は演出）、高澤慶一、佐藤裕司
- 演出・プロデューサー - 辻村たろう（NET WEB、以前はプロデューサー）
- プロデューサー - 星俊一（テレビ東京）
- 制作 - テレビ東京、ネットウエブ

### 過去のスタッフ
- ブレーン - 袰川斉
- VE - 武田和浩
- 音声 - 江川祐
- 照明 - 前田貢伺
- メイク - 根本真奈美
- 編集 - 加藤裕也
- MA - 伊藤敬一
- AP - 板川侑右（テレビ東京）、海東亜弥
- AD - 山村勇介、仲田和史、渡辺純也、寺井克徳
- ディレクター - 一場孝夫、徳永勝也、笹村啓太

## 放送日時
逆向き列車
| 放送地域       | 放送局                | 放送系列       | 放送日時                                                            | 放送期間                      | 遅れ日数          |
| -------------- | --------------------- | -------------- | ------------------------------------------------------------------- | ----------------------------- | ----------------- |
| 関東広域圏     | テレビ東京（TX）      | テレビ東京系列 | 月曜 23:58 - 0:45                                                   | 2014年2月3日 - 2月24日        | 製作局            |
| 北海道         | テレビ北海道（TVh）   | テレビ東京系列 | 月曜 23:58 - 0:45                                                   | 2014年2月3日 - 2月24日        | 同時ネット        |
| 愛知県         | テレビ愛知（TVA）     | テレビ東京系列 | 月曜 23:58 - 0:45                                                   | 2014年2月3日 - 2月24日        | 同時ネット        |
| 岡山県・香川県 | テレビせとうち（TSC） | テレビ東京系列 | 月曜 23:58 - 0:45                                                   | 2014年2月3日 - 2月24日        | 同時ネット        |
| 福岡県         | TVQ九州放送（TVQ）    | テレビ東京系列 | 月曜 23:58 - 0:45                                                   | 2014年2月3日 - 2月24日        | 同時ネット        |
| 滋賀県         | びわ湖放送（BBC）     | JAITS          | 月曜 23:58 - 0:45                                                   | 2014年2月3日 - 2月24日        | 同時ネット        |
| 和歌山県       | テレビ和歌山（WTV）   | JAITS          | 水曜 23:58 - 0:45                                                   | 2014年3月5日 - 3月26日        | 30日遅れ          |
| 高知県         | テレビ高知（KUTV）    | TBS系列        | 土曜 14:00 - 14:54、15:00 - 15:54 日曜 14:00 - 14:54、15:00 - 15:54 | 2014年3月22日 - 3月23日       | 47日遅れ 33日遅れ |
| 広島県         | テレビ新広島（TSS）   | フジテレビ系列 | 月曜 1:10 - 2:00（日曜深夜）                                        | 2014年4月21日 - 5月12日       | 77日遅れ          |
| 熊本県         | 熊本放送（RKK）       | TBS系列        | 月曜 23:53 - 翌0:38                                                 | 2014年4月21日 - 5月12日       | 77日遅れ          |
| 大阪府         | テレビ大阪（TVO）     | テレビ東京系列 | 日曜 2:35 - 3:35（土曜深夜）                                        | 2014年4月27日 - 5月25日       | 90日遅れ          |
| 大分県         | 大分朝日放送（OAB）   | テレビ朝日系列 | 木曜 1:50 - 2:35（水曜深夜）                                        | 2014年5月15日 - 6月5日        | 101日遅れ         |
| 鳥取県・島根県 | 日本海テレビ（NKT）   | 日本テレビ系列 | 月曜 - 木曜 16:53 - 17:43                                           | 2014年6月9日 - 6月12日        | 126日遅れ         |
| 福島県         | 福島中央テレビ（FCT） | 日本テレビ系列 | 金曜 1:29 - 2:19（木曜深夜）                                        | 2014年6月27日 - 7月18日       | 144日遅れ         |
| 静岡県         | 静岡第一テレビ（SDT） | 日本テレビ系列 | 金曜 1:34 - 2:21（木曜深夜）                                        | 2014年6月27日 - 7月18日       | 144日遅れ         |
| 長野県         | 信越放送（SBC）       | TBS系列        | 木曜 0:53 - 1:38（水曜深夜）                                        | 2014年12月10日 - 2015年1月7日 | 310日遅れ         |

逆向き列車リターンズ
| 放送地域       | 放送局              | 放送系列       | 放送日時                     | 放送期間      | 遅れ日数  |
| -------------- | ------------------- | -------------- | ---------------------------- | ------------- | --------- |
| 関東広域圏     | テレビ東京（TX）    | テレビ東京系列 | 日曜 0:25 - 1:20（土曜深夜） | 2014年4月13日 | 製作局    |
| 鳥取県・島根県 | 日本海テレビ（NKT） | 日本テレビ系列 | 火曜 15:55 - 16:53           | 2014年8月26日 | 135日遅れ |

逆向き列車スペシャル
| 放送地域       | 放送局                | 放送系列       | 放送日時           | 放送期間       | 遅れ日数   |
| -------------- | --------------------- | -------------- | ------------------ | -------------- | ---------- |
| 関東広域圏     | テレビ東京（TX）      | テレビ東京系列 | 水曜 18:57 - 20:49 | 2014年11月12日 | 製作局     |
| 北海道         | テレビ北海道（TVh）   | テレビ東京系列 | 水曜 18:57 - 20:49 | 2014年11月12日 | 同時ネット |
| 愛知県         | テレビ愛知（TVA）     | テレビ東京系列 | 水曜 18:57 - 20:49 | 2014年11月12日 | 同時ネット |
| 大阪府         | テレビ大阪（TVO）     | テレビ東京系列 | 水曜 18:57 - 20:49 | 2014年11月12日 | 同時ネット |
| 岡山県・香川県 | テレビせとうち（TSC） | テレビ東京系列 | 水曜 18:57 - 20:49 | 2014年11月12日 | 同時ネット |
| 福岡県         | TVQ九州放送（TVQ）    | テレビ東京系列 | 水曜 18:57 - 20:49 | 2014年11月12日 | 同時ネット |
| 滋賀県         | びわ湖放送（BBC）     | JAITS          | 水曜 18:57 - 20:49 | 2014年11月12日 | 同時ネット |
| 奈良県         | 奈良テレビ（TVN）     | JAITS          | 水曜 18:57 - 20:49 | 2014年11月12日 | 同時ネット |